# Liste der Monuments historiques in Fertans
Die Liste der Monuments historiques in Fertans führt die Monuments historiques in der französischen Gemeinde Fertans auf.

## Liste der Immobilien
| Bezeichnung        | Beschreibung                                                                  | Standort                   | Kennzeichnung | Schutzstatus | Datum | Bild           |
| ------------------ | ----------------------------------------------------------------------------- | -------------------------- | ------------- | ------------ | ----- | -------------- |
| Château de Fertans | Schloss, 18. Jahrhundert; mit dem Hauptportal und Teilen der Innenausstattung | 1 place de l’Église (Lage) | PA00101436    | Inscrit      | 1979  | weitere Bilder |
| Kirche St-Léger    | im Kern aus dem 12. Jahrhundert                                               | Place de l’Église (Lage)   | PA00101644    | Inscrit      | 1988  | weitere Bilder |

## Liste der Objekte
| Bezeichnung                                                             | Beschreibung                                       | Standort                      | Kennzeichnung | Schutzstatus | Datum | Bild |
| ----------------------------------------------------------------------- | -------------------------------------------------- | ----------------------------- | ------------- | ------------ | ----- | ---- |
| Grabstein für Béatrix de la Palud-Varambon                              | Stein, bezeichnet 1521                             | in der Kirche St-Léger (Lage) | PM25000707    | Classé       | 1908  |      |
| Grabstein für Henri de Scey                                             | Stein, bezeichnet 1544                             | in der Kirche St-Léger (Lage) | PM25000708    | Classé       | 1908  |      |
| Skulpturengruppe Die heilige Sophia von Mailand mit ihren drei Töchtern | Stein, farbig gefasst, 16. Jahrhundert             | in der Kirche St-Léger (Lage) | PM25000709    | Classé       | 1965  |      |
| Skulptur Heiliger Leodegar                                              | mit Konsole; Holz, farbig gefasst, 17. Jahrhundert | in der Kirche St-Léger (Lage) | PM25000710    | Classé       | 1965  |      |
| Kanzel                                                                  | Holz, 18. Jahrhundert                              | in der Kirche St-Léger (Lage) | PM25000711    | Classé       | 1965  |      |
| Kruzifix                                                                | Holz, 18. Jahrhundert                              | in der Kirche St-Léger (Lage) | PM25000712    | Classé       | 1965  |      |